# Wu Sangui
Wu Sangui (Gaoyou, Jiangsu, Xina. 1612 - 12 d'octubre de 1678 a Hengyang, Hunan, Xina) General dels Ming va ser una figura clau en la caiguda de la dinastia Ming i l'establiment per part dels manxús de la dinastia Qing.

## Biografia
Va succeir al seu para Wu Xiang amb el títol de general. Va ostentar el càrrec de General en Cap i va ser responsable de la defensa de la Gran Muralla en la zona de Shahaiguan.
Quan un dels caps militars dels Ming, Li Zicheng va conquerir Pequín el 1644 i l'Emperador Chongzhen es va suïcidar i es va proclamar a si mateix com el primer emperador de la nova dinastia Shun, Wu no el va seguir i va demanar el suport dels manxús de la dinastia Qing per derrotar-lo i va obrir el pas de Shanhaiguan de la Gran Muralla. L'exèrcit Qing va poder així depassar la frontera defensiva tradicional dels Ming a la batalla del Pas de Shanhai i entrar en la vall del Riu Groc gràcies a la col·laboració de Wu Sangui conquistant Pequín amb facilitat. Wu Sangui esperava que els manxús acceptessin retirar-se a les seves terres al nord de la Gran Muralla després d'ajudar a la restauració de la dinastia Ming, però el resultat va ser molt diferent. L'Emperador Shunzhi va fer traslladar la cort Qing de Mukden a Pequín Wu es va posar a les ordres i servei dels nous senyors que el van gratificar amb un títol de Príncep (fet excepcional per una persona que no pertanyia al clan imperial manxú). Un cop aliat amb els manxús i el vistiplau d'aquests, Wu va conquerir una gran part dels territoris de l'Oest (Shaanxi, Gansu, Sichuan, Hunan i Guizou) que no estaven sota el control dels manxús. Zicheng va fugir al nord, on va ser probablement assassinat pels vilatans.
El 1658, Zhu Youlang l'últim pretendent Ming va buscar refugi sota la protecció de Pindale, establint-se al Regne de Taungoo el 1661 però aviat es va fer evident que tenia la intenció d'establir un regne a Birmània, i va esclatar la guerra amb els seus amfitrions. Els xinesos van devastar la terra al voltant d'Ava però no van aconseguir capturar-la, gràcies a la defensa que oferia l'artilleria portuguesa mercenària de Pindale, però Pye Min va donar un cop d'estat el i va trencar el setge i va ordenar que tots els xinesos amb l'excepció de Youlang, fossin matats. El desembre de 1661, un exèrcit Qing de 20.000 homes comandat per Wu Sangui va entrar a Taungoo exigint la rendició de Youlang, a qui foren entregats, sent portats de nou a la província de Yunnan i va ser executat a principis de 1662.
El gran poder assolit per Wu va canviar en el moment que la nova dinastia va voler unificar el país, i aquest es va rebel·lar contra els seus aliats en la rebel·lió dels tres feudataris, amb l'acció d'autoproclamar-se emperador i creador d'una nova dinastia, la Dinastia Zhou Wu morí en 1678 i la revolta va acabar amb la victòria de les forces Qing el 1681.